# Stelis foederalis
Stelis foederalis är en biart som beskrevs av Smith 1854. Stelis foederalis ingår i släktet pansarbin, och familjen buksamlarbin. Inga underarter finns listade i Catalogue of Life.